# أليسا جانييفا
أليسا جانييفا (بالروسية: Алиса Аркадьевна Ганиева، مواليد 1985) كاتبة روسية، تكتب الروايات والنثر القصير والمقالات.

## الحياة
ولدت جانييفا في موسكو لعائلة أفار، لكنها انتقلت مع عائلتها إلى داغستان، حيث عاشت في جونيب ثم التحقت بمدرسة في ماخاتشكالا. في عام 2002 عادت إلى موسكو وتخرجت من معهد مكسيم غوركي للأدب. تعمل ناقدًا أدبيًا في صحيفة نيزافيسيمايا غازيتا اليومية.
في عام 2009 حصلت على الجائزة الأولى عن روايتها الأولى سلام، دالغات! التي نُشرت تحت الاسم المستعار الذكر جولا خيراتشيف. تم اكتشاف هويتها كمؤلفة فقط في حفل توزيع الجوائز. تصف الرواية الحياة اليومية لشباب داغستان في المدن، وتُظهر تدهور الحياة التقليدية وعلاقاتهم الصعبة مع الإسلام، الدين التقليدي للداغستان. تستخدم الشخصيات «داغستاني الروسي»، وهي نسخة مبسطة من الروسية للتواصل، وهي أول حالة تم تقديمها في عمل أدبي.
في عام 2012 شاركت جانييفا في برنامج فال ريسيدنسي التابع لبرنامج الكتابة الدولي بجامعة آيوا في مدينة آيوا، ونشرت روايتها الثانية عطلة الجبل (بالروسية: Праздничная гора)، والتي تم وضعها أيضًا في داغستان. تحدثت غانييفا عن الكتاب لجمهور مكتب إذاعة صوت روسيا في لندن. في عام 2014 تمت ترجمة الكتاب إلى اللغة الألمانية. في عام 2015 صدرت ترجمة إيطالية جنبًا إلى جنب مع الترجمة الإنجليزية التي نشرتها دار النشر ديب فيليوم تحت عنوان الجبل والجدار (The Mountain And The Wall). في عام 2016 تبعتها الترجمة الإسبانية والتركية.
في أبريل 2015 تم إصدار روايتها العروس والعريس في روسيا وتم إدراجها في الجوائز الأدبية الكبرى، مثل جائزة البوكر الروسية، على الرغم من أنها لم تفز.
نشرت جانييفا أيضًا قصصًا قصيرة وحكايات خرافية. حصلت على عدد من الجوائز الأدبية عن روايتها الأدبية.
في يونيو 2015 تم إدراج جانييفا من قبل صحيفة ذا غارديان كواحدة من أكثر الشباب موهبة وتأثيراً الذين يعيشون في موسكو.